# Copa Mundial de Fútbol Playa 2002
La Copa Mundial de Fútbol Playa 2002 fue la octava edición de este torneo invitacional de fútbol playa realizado en las ciudades de Vitória y Guarujá en Brasil y que contó con la participación de 8 selecciones nacionales de Europa, América y Asia, 4 naciones menos que en la edición anterior.
Brasil venció en la final al campeón defensor Portugal para ganar el título por séptima ocasión.

## Participantes
| - Portugal - España - Italia - Francia | - Uruguay - Argentina - Tailandia - Brasil |

## Fase de grupos

### Grupo A
| Nación    | Pts. | J | G | E | P | GF | GC | GD |
| --------- | ---- | - | - | - | - | -- | -- | -- |
| Brasil    | 9    | 3 | 3 | 0 | 0 | 17 | 4  | 13 |
| Tailandia | 6    | 3 | 2 | 0 | 1 | 9  | 13 | -4 |
| España    | 3    | 3 | 1 | 0 | 2 | 11 | 10 | 1  |
| Francia   | 0    | 3 | 0 | 0 | 2 | 9  | 19 | -9 |

| Equipo 1  | Resultado | Equipo 2  |
| --------- | --------- | --------- |
| Brasil    | 6-0       | Tailandia |
| España    | 7-2       | Francia   |
| Francia   | 4-5       | Tailandia |
| España    | 1-4       | Brasil    |
| Brasil    | 7-3       | Francia   |
| Tailandia | 4-3       | España    |

### Grupo B
| Nación    | Pts. | J | G | E | P | GF | GC | GD  |
| --------- | ---- | - | - | - | - | -- | -- | --- |
| Portugal  | 9    | 3 | 3 | 0 | 0 | 20 | 11 | 9   |
| Uruguay   | 6    | 3 | 2 | 0 | 1 | 18 | 10 | 8   |
| Italia    | 3    | 3 | 1 | 0 | 2 | 14 | 16 | -2  |
| Argentina | 0    | 3 | 0 | 0 | 3 | 12 | 27 | -15 |

| Equipo 1  | Resultado | Equipo 2  |
| --------- | --------- | --------- |
| Italia    | 8-6       | Argentina |
| Portugal  | 6-3       | Uruguay   |
| Uruguay   | 11-2      | Argentina |
| Portugal  | 6-4       | Italia    |
| Argentina | 4-8       | Portugal  |
| Uruguay   | 4-2       | Italia    |

## Fase final

### Semifinales
| Equipo 1 | Resultado | Equipo 2  |
| -------- | --------- | --------- |
| Portugal | 3-2       | Tailandia |
| Brasil   | 8-4       | Uruguay   |

### Tercer lugar
| Equipo 1  | Resultado | Equipo 2 |
| --------- | --------- | -------- |
| Tailandia | 3-5       | Uruguay  |

### Final
| Equipo 1 | Resultado | Equipo 2 |
| -------- | --------- | -------- |
| Portugal | 5-6       | Brasil   |

## Campeón
| Copa Mundial de Fútbol Playa 2002 |
| --------------------------------- |
| Bandera de Brasil                 |
| Brasil 7º Título                  |

### Posiciones finales
| Pos. | Nación    |
| ---- | --------- |
| 1    | Brasil    |
| 2    | Portugal  |
| 3    | Uruguay   |
| 4    | Tailandia |
| 5    | España    |
| 6    | Italia    |
| 7    | Francia   |
| 8    | Argentina |

## Premios

### Goleador
| Pos. | Nombre | Goles |
| ---- | ------ | ----- |
| 1=   | Neném  | 9     |
| 1=   | Madjer | 9     |
| 1=   | Nico   | 9     |

### Mejor Jugador
| Nombre |
| ------ |
| Neném  |

### Mejor Portero
| Nombre      |
| ----------- |
| Normcharoen |